# Condylostylus insignatus
Condylostylus insignatus är en tvåvingeart som beskrevs av Octave Parent 1929. Condylostylus insignatus ingår i släktet Condylostylus och familjen styltflugor.
Artens utbredningsområde är Venezuela. Inga underarter finns listade i Catalogue of Life.